# Лефсе
Лефсе (норв. lefse) — традиционные мягкие норвежские блины. Лефсе готовят из картофеля или муки с молоком или сливками и сливочным маслом на большой плоской сковороде-гридле. Для приготовления лефсе используют специальные инструменты — скалки с глубокими бороздами и специальные лопатки.

## Характеристика
Лефсе — исконно норвежское блюдо, нежный и сладкий блинчик, буквально тающий во рту. Лефсе традиционно готовится по случаю праздников. Чаще всего лефсе едят с маслом и сахаром, свернув в рулетики. Лефсе едят с корицей, сахаром, смазав джемом или брусничным вареньем или сладким мягким сыром. Эти лепёшки можно есть и с закусками, они традиционно дополняют лютефиск.
Первоначально лефсе готовили из муки. Норвежские женщины ходили из дома в дом, заготавливая лефсе на долгую зиму. С появлением в Европе картофеля распространились картофельные лефсе.

## Приготовление
Нарезанный, отваренный и подсушенный в духовке картофель протирают, добавляют соль, жирные сливки, сливочное масло и сахар, хорошо охлаждают. В охлаждённое пюре вмешивают муку. Из картофельного теста формируют небольшие шарики и раскатывают специальной рифлёной скалкой лепёшки размером с тарелку. При помощи лопатки для лефсе перекладывают каждую лепёшку на разогретый гридль и выпекают с двух сторон, затем охлаждают, накрыв чистой тканью.
Для лефсе без картофеля замешивают тесто из муки на сметане и молоке со сливочным маслом. Разделывают лепёшки и выпекают так же, как и картофельные лефсе.
Замороженные лефсе могут храниться в течение шести месяцев и более.

## Разновидности
В разных районах Норвегии имеются местные особенности приготовления и употребления лефсе. В большинстве районов лефсе представляет собой обычную лепёшку.
Тонкие лефсе tynnlefse готовят в центральной Норвегии, едят в виде рулетов с маслом, сахаром и корицей.
Толстые лефсе (tjukklefse или tykklefse) готовят из муки на кефире или пахте с яйцами, растопленным маслом, патокой и сахаром, используют углекислый аммоний. Толстые лефсе делают меньшего размера, чем тонкие. Разрезанными на половинки и смазанными джемом или спредом их подают к кофе. Из нескольких сложенных в стопку толстых лефсе, смазанных спредом, делают слоистые пироги. Маленькие толстые лефсе nordlandslefse — традиционная еда рыбаков Лофотенских островов.
Møsbrømlefse — разновидность лефсе, характерная для района Зальтен на севере Норвегии. Для møsbrømmen замешивают тесто из муки и мягкого сыра брюнуст, размятого с водой. Møsbrømlefse подают со сладким сырным соусом, сметаной и сливочным маслом свёрнутыми четвертушкой.
На побережье Хордаланн готовят анисовые лефсе (anislefse), которые несколько толще обычных и обильно сдобрены анисовым семенем.
Маленькие картофельные lompe часто использует в качестве булочки для хот-дога, заворачивая в них колбаски (pølse med lompe).
В районе Хардангер из дрожжевого теста (дрожжи иногда заменяют углекислым аммонием) и муки Грэма или цельнозерновой пшеничной муки мелкого помола пекут hardangerlefse. Выпеченные лепёшки подсушивают и хранят в сухом месте без доступа воздуха. Сушеные hardangerlefse могут храниться без холодильника в течение шести месяцев или более. Перед употреблением лефсе размачивают — окунают в воду или сбрызгивают водой и помещают во влажную ткань. Утверждают, что использование морской или солёной воды улучшает вкус. Сухой лефсе восстанавливает фактуру хлеба за 30—60 минут. Это время часто используют для приготовления яиц или сельди, которые будут завёрнуты в лефсе после размачивания. Существует мнение, что такие лефсе наряду с солёной рыбой solefisk составляли основу питания морских путешественников во времена викингов.